# Hrithik Roshan
Hrithik Roshan (hindsky: ऋतिक रोशन, Ritik Rošan * 10. leden 1974, Mumbai, Indie) je indický herec a tanečník, který se narodil v indické slavné filmové rodině. Jeho otcem je herec, producent a režisér Rakesh Roshan, matka Pinky dcera slavného indického režiséra. Hrithik je médii označován za Řeckého boha a Krále Bolywoodu. Tento zelenooký Ind je největší sexy symbol Asie, který se v letech 2015 a 2016 umístil v anketě jako druhý nejkrásnější muž planety o čemž svědčí i fakt, že na sv. Valentýna obdržel 30 tisíc nabídek k sňatku. Herec má svou oděvní sportovní značku HRX a propaguje Fitness cvičení, díky kterému si svojí vytrvalostí a kázní vybudoval dokonalou postavu. Filmy ve kterých hrál hl. roli mají velký úspěch, např. "Bang Bang" 2014 byl kasovní trhák. Dále ve filmech "Zindagi Na Miledi Dobara" 2011 si zahrál spolu s Farhanem Akhtarem úspěšným indickým režisérem, který Roshana obsadil do svého filmu "Lakshya" 2004, který je neprávem podhodnocen, avšak evropskou diváckou obcí je tento film považován za klenot bolywoodské kinematografie. Jeho poslední film "Kaabil" 2017 zaznamenal velký úspěch. Ostatní filmy jako "Krrish 3" 2013, "Agneepath" 2012, "Joodha Akbar" 2008, "Dhoom 2" 2006, " Mohenjo Daro" 2016, "Guzaarish" 2010 a " Kites" 2010 a další byly velmi úspěšné. Roshan je skvělý tanečník, kterému není v Bolywoodu rovno. Jeho vosková figurína v Muzeu voskových figurín Madame Tussaud v Paříži je nejvíce líbanou figurínou a to zejména mužskou populací.
Indický herec je rozvedený a dosud se neobjevil na veřejnosti s novou přítelkyní. Věnuje se svým dvěma synům a udržuje dobrý vztah se svou bývalou manželkou. Herec se angažuje v charitě, podpořil např. nemocné děti nebo lidi postižené povodněmi.